# 多马兰
多马兰（法語：Domalain，法語發音：[dɔmalɛ̃]）是法国伊勒-维莱讷省的一个市镇，属于富热尔-维特雷区。

## 地理
多马兰（47°59'46"N, 1°14'30"W）面积33.54 平方千米，位于法国布列塔尼大區伊勒-维莱讷省，该省份为法国西北部沿海省份，位于布列塔尼半岛东部，北濒大西洋，西接阿摩尔滨海省和莫尔比昂省，南至大西洋卢瓦尔省，西南端接曼恩-卢瓦尔省，东临马耶讷省，东北与芒什省接壤。
与多马兰接壤的市镇（或旧市镇、城区）包括：阿让特雷迪普莱西、拜镇、埃特雷勒、布列塔尼地区拉盖尔什、穆捷、圣日耳曼迪皮内勒、韦尔热阿勒、维塞什。

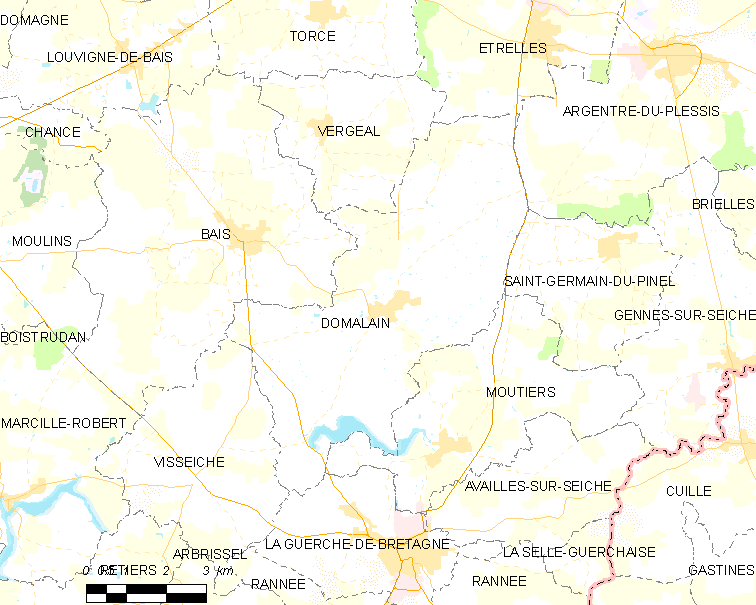
多马兰的OSM定位图

多马兰的时区为UTC+01:00、UTC+02:00（夏令时）。

## 行政
多马兰的邮政编码为35680，INSEE市镇编码为35097。

## 政治
多马兰所属的省级选区为布列塔尼地区拉盖尔什县。

## 人口

1962-2008年间多马兰人口变化图示

多马兰于2022年1月1日时的人口数量为2050人。